# 2322 Kitt Peak
2322 Kitt Peak eller 1954 UQ2 är en asteroid i huvudbältet, som upptäcktes 28 oktober 1954 av Indiana Asteroid Program vid Indiana University Bloomington med Goethe Link Observatory. Asteroiden har fått sitt namn efter Kitt Peak-observatoriet.
Asteroiden har en diameter på ungefär 16 kilometer.